# Bewitched, Bothered and Bewildered
Bewitched, Bothered and Bewildered, conocido en España como Embrujada, preocupada y confusa y Embrujado, Molesto y Preocupado en Latinoamérica es el decimosexto episodio de la segunda temporada de Buffy the Vampire Slayer. En este episodio Cordelia rompe con Xander después de que sus amigas se burlen de ella. Xander intenta recuperarla haciendo un hechizo con Amy para obsesionarla con él, y de esa forma rechazarla pero todo resulta ser algo peor de lo que esperaba.

## Argumento
La noche anterior al día de San Valentín, Xander (Nicholas Brendon) le enseña a Buffy (Sarah Michele Gellar) el regalo para Cordelia (Charisma Carpenter): un collar con un colgante en forma de corazón. Al día siguiente, Harmony (Mercedes McNab) y sus amigas recriminan a Cordelia que salga con Xander, a quien consideran un perdedor. Por otro lado, Amy (Elizabeth Anne Allen) les pregunta a Willow (Alyson Hannigan) y Buffy si planean ir a la fiesta de San Valentín en el Bronze esa noche. Willow le dice, orgullosa de su novio, a todo el mundo que va a ir a ver a Oz (Seth Green) tocando con su banda, pero Buffy planea quedarse en casa. 
En clase, todos van entregando sus trabajos a la profesora. Pero Amy no lo hace y la profesora Beakman (Lorna Scott) sonríe y hace el gesto de coger el trabajo, acción que es observada por Xander, como si lo hubiera hecho. Xander comenta a Buffy y a Willow lo sucedido, pero ellas le recuerdan que la madre de Amy era una bruja. Jenny (Robia LaMorte) intenta dirigirse hacia ellos pero Giles (Anthony Head) se lo impide. En la biblioteca habla con Buffy: Ángel tiene un largo y horrible historial de crímenes cometidos en San Valentín, así que le advierte que tenga cuidado, aunque no le da más detalles.
Mientras tanto, en la fábrica, Spike (James Masters) le regala a Drusilla (Juliet Landau) un collar, pero Angelus (David Boreanaz) le ofrece un corazón fresco. Spike se pone muy celoso y le advierte de que Buffy a la larga puede ser un problema para él. Esa noche, la madre de Buffy (Kristine Sutherland) encuentra una caja destinada para Buffy. La abre y descubre rosas y una tarjeta con una sola palabra: «pronto». En el Bronze, Xander le da el regalo a Cordelia, quien, tras ver el collar rompe con él para ser admitida por sus amigas. Xander enfurece.
Al día siguiente en el instituto, todo el mundo sabe que Cordelia lo dejó la noche de San Valentín. Cuando ve a Amy le dice que sabe que está utilizando magia y le pide que le ayude a hacer un hechizo de amor. Amy accede a cambio de que no la descubra y le pide una prenda personal de Cordelia. Xander le pide a Cordelia que le devuelva el collar. Ésta le dice que está en su taquilla, pero en realidad lo lleva puesto, y se lo quita para entregárselo sin que Xander se dé cuenta de esto.
Mientras tanto, Buffy va a la biblioteca y le muestra a Giles la tarjeta. Buffy exige que le diga todo lo que necesita saber sobre Ángel y el día de San Valentín. Giles accede a leerle varios relatos sobre las muestras de amor de Angelus. Xander y Amy realizan el hechizo pero parece que no hace efecto sobre Cordelia.
En la biblioteca, Buffy le sugiere a Xander que pasen un rato juntos esa noche. La sugerencia de Buffy resulta atractiva, pero Amy entra y le dice a Xander que tiene que hablar con él un momento. Parece que el hechizo no funcionó, pero a Xander no le preocupa porque ve que sus sueños con Buffy podrían hacerse realidad. Al final se va a casa y descubre a Willow cubierta sólo con una camisa esperándolo en su cama para proponerle que hagan el amor. Xander no lo hace porque aprecia mucho a Willow y sabe que está bajo la influencia del hechizo de amor.
Al día siguiente en el instituto, todas las chicas lo desean. Xander se asusta y le cuenta a Giles lo ocurrido. Por alguna razón el hechizo de Amy funcionó al revés, haciendo que todas las mujeres de la ciudad, excepto Cordelia, se enamoren de Xander. Jenny entra para hablar con Giles, pero su atención cambia rápidamente hacia Xander. Giles se lleva a Jenny de allí y aparece Buffy vestida sólo con un impermeable. Xander desearía que fuera real pero le cuenta que todo ha sido por un hechizo. Amy entra y, celosa, convierte a Buffy en una rata. Giles llega y tratan de atraparla, pero Oz golpea a Xander porque Willow habló con él destrozada. Mientras Xander trata de explicarle que no ocurrió nada, la rata se escapa. Giles tratará de que Amy deshaga el hechizo pero Xander debe marcharse.
En el pasillo una multitud de chicas furiosas ataca a Cordelia por haber roto el corazón de Xander. Éste la saca de allí pero fuera hay unas cuantas más, con Willow en cabeza con un hacha, dispuesta a matar a Xander. Corren a refugiarse en casa de Buffy, pero Joyce también está hechizada. Se esconden en el cuarto de Buffy pero Angelus atrapa a Xander. Antes de que pueda matarlo, Drusilla llega y lo protege, también enamorada. Quiere hacerlo inmortal pero aparece la multitud. Consiguen entrar en la casa otra vez, pero todas los persiguen. Drusilla no puede entrar porque no ha sido invitada.
Finalmente, Giles y Amy anulan los hechizos. Buffy vuelve a ser humana y la multitud se dispersa. Al día siguiente, Buffy le agradece a Xander que no se aprovechase de ella el día anterior. Después, Xander se encuentra con Harmony, Cordelia y el resto de sus amigas. Harmony se burla de Xander, pero Cordelia le dice a Harmony que no tiene personalidad y vuelve públicamente con Xander.

## Reparto

### Personajes principales
- Sarah Michelle Gellar como Buffy Summers.
- Nicholas Brendon como Xander Harris.
- Alyson Hannigan como Willow Rosenberg.
- Charisma Carpenter como Cordelia Chase.
- David Boreanaz como Angelus.
- Anthony Stewart Head como Rupert Giles.

### Apariciones especiales
- Seth Green como Oz.
- Kristine Sutherland como Joyce Summers.
- Robia LaMorte como Jenny Calendar.
- Elizabeth Anne Allen como Amy Madison.
- Mercedes McNab como Harmony Kendall.
- Lorna Scott as Miss Beakman.
- James Marsters como Spike.
- Juliet Landau como Drusilla.

### Personajes secundarios
- Jason Hall como Devon MacLeish.
- Jennie Chester como Kate.
- Kristen Winnicki como Cordette.
- Tamara Braun como Chica en frenesí.
- Scott Hamm como Jock.

## Producción

### Música
- The Average White Band - «Got The Love»
- Christophe Beck - «Buffy Rat»
- Christophe Beck - «Mob Rush»
- Christophe Beck - «Twice the Fool»
- Four Star Mary - "Pain"
- Naked - «Drift Away»

## Continuidad
Aquí se presentan los hechos que o bien influyen en la segunda temporada exclusivamente, o bien que viniendo de episodios anteriores o posteriore influyen en este, o bien acontecimientos que ocurren en este episodio que influyen en las demás temporadas o en alguna otra temporada. Por último acontecimientos que influyen en el Buffyverso.

### Para todas las demás temporadas
- En este episodios se conoce que Amy ha seguido con las prácticas de brujería que inició su madre, algo que tendrá relevancia en la sexta temporada, indirectamente, sobre Willow.
- Este episodio marcó el primero de tres sobre Xander de toda la serie, cada uno de los cuales sería seguido de un fallido intento de venganza: en este episodio, el hechizo erróneo de amor; en El Deseo, el destino cambia cuando Cordelia pide un deseo al demonio Anyanka; y en Entropía, los intentos fallidos de Anya para promulgar su propia venganza.
- Un sueño de Xander en la séptima temporada Him hace referencia a los hechos acontecidos en este episodio, el cual es también sobre un hechizo de amor aparentemente olvidando (o reprimiendo) que la experiencia casi lo mata. Este episodio tiene un breve flashback de él y Cordelia siendo atacados en el sótano, escena del episodio ¿Qué es lo mio? (I)

### Para los cómics u otras de las series del Buffyverso
- En este episodio se introduce la palabra, usada por Buffy, de Big Bad, o villano en español, que será utilizada en las demás temporadas e incluso en la serie Ángel.